# Ascenzo Botta
Ascenzo Botta, soprannominato "Ascenzio" (Roma, 22 maggio 1922 – Cisterna, 9 gennaio 1988), è stato un pugile italiano, campione europeo dei pesi leggeri tra il maggio e il settembre del 1942.

## Carriera
Ascenzo Botta debuttò come professionista a soli diciotto anni, il 30 giugno 1940, nella sua Roma, battendo Enrico Frontaloni per knock-out tecnico al secondo round. Ben presto la sua carriera s’incrociò con quella del padovano Bruno Bisterzo con il quale combatterà cinque volte, con tre vittorie e due sconfitte.
Il 26 novembre 1941 conquistò il titolo italiano dei pesi leggeri, a Roma, battendo Bisterzo per KO al primo round.
Nel dicembre dello stesso anno, sul ring della Capitale, incontrò nuovamente Bisterzo – che nel frattempo era diventato Campione europeo – in un match con in palio entrambi i titoli (italiano ed europeo). Il romano perse ai punti in quindici riprese. Il 14 maggio del 1942, tuttavia, Ascenzo Botta batté nuovamente il suo avversario, riconquistando il titolo italiano e, soprattutto, conquistando la cintura europea della categoria a nemmeno vent'anni.
Il 20 settembre successivo, nello Stadio Nazionale (oggi Flaminio) di fronte a ventimila spettatori, fu però costretto a cedere ai punti titolo italiano ed europeo dei pesi leggeri al concittadino Roberto Proietti.
A causa degli eventi di guerra rimase inattivo per tutto il 1943 e il 1944, patendo il carcere e le torture degli aguzzini della RSI. Grazie a un passaporto spagnolo si rifugiò in Svizzera  dove risalì sul ring all’inizio del 1945, con alterni risultati. Combatté alcuni incontri sino alla fine del 1946, per poi ritirarsi nel 1948, ad appena ventisei anni, dopo aver battuto Louis Devynck per knock-out tecnico al secondo round.